# NGC 3321
NGC 3321 est une galaxie spirale intermédiaire située dans la constellation du Sextant. Elle a été découverte par l'astronome britannique Andrew Ainslie Common en 1880. Cette galaxie a aussi été observée par l'astronome américain Francis Leavenworth le 3 janvier 1887 et elle a été inscrite au catalogue NGC sous la désignation NGC 3322.

## Caractéristiques
Sa vitesse par rapport au fond diffus cosmologique est de 2 858 ± 26 km/s, ce qui correspond à une distance de Hubble de 42,2 ± 3,0 Mpc (∼138 millions d'al).
À ce jour, 18 mesures non basées sur le décalage vers le rouge (redshift) donnent une distance de 40,844 ± 9,104 Mpc (∼133 millions d'al), ce qui est à l'intérieur des valeurs de la distance de Hubble.
La classe de luminosité de NGC 3321 est III et elle présente une large raie HI.
En raison d'une brillance de surface égale à 14,19 mag/am2, on peut qualifier NGC 3321 de galaxie à faible brillance de surface (LSB en anglais pour low surface brightness). Les galaxies LSB sont des galaxies diffuses (D) avec une brillance de surface inférieure de moins d'une magnitude à celle du ciel nocturne ambiant.